# Koroška vas, Novo mesto
Koroška vas este o localitate din comuna Novo mesto, Slovenia, cu o populație de 194 de locuitori.